# Sophiste
Pour les articles homonymes, voir Sophiste (homonymie).

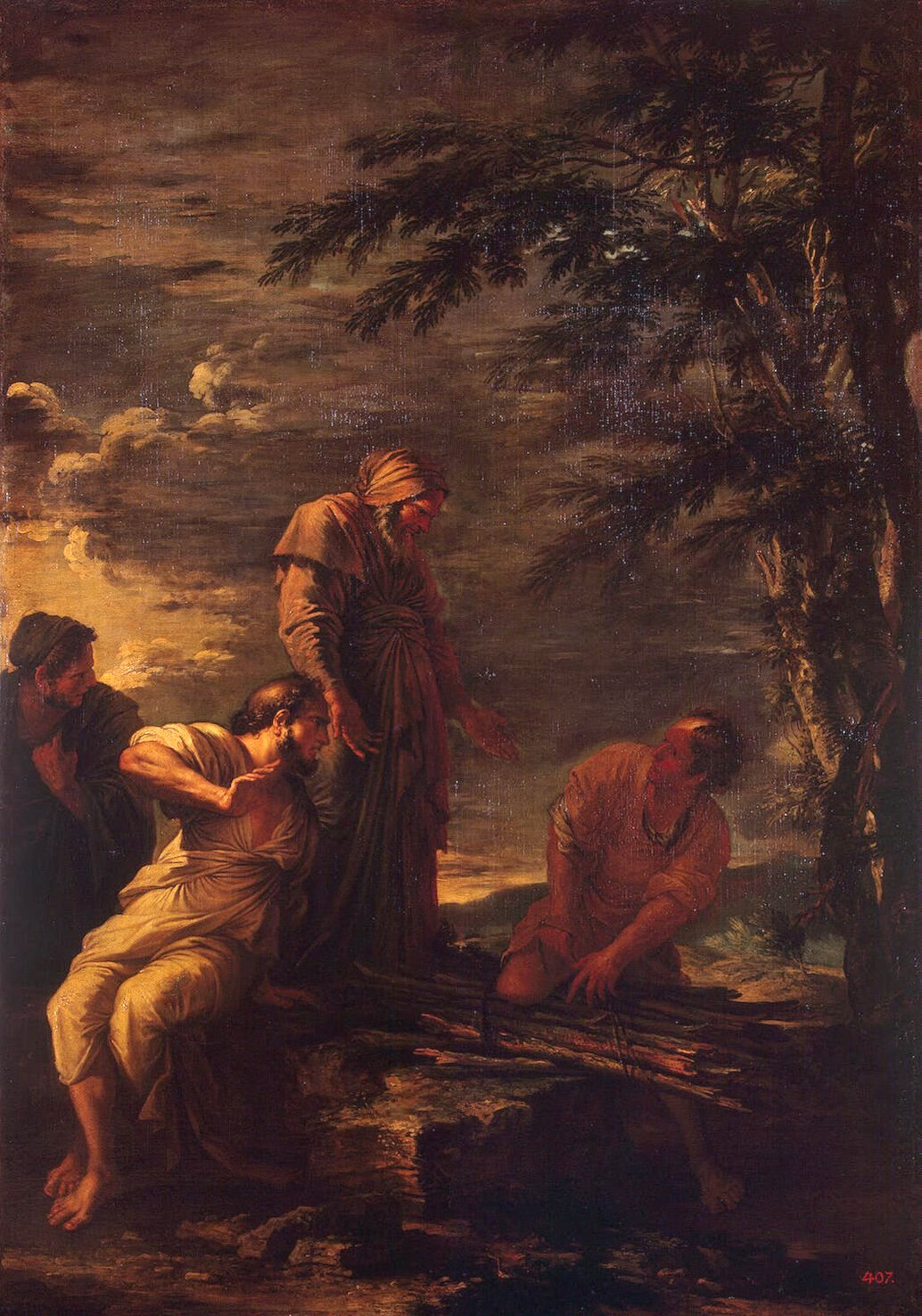
Démocrite (au centre) et Protagoras (à droite) (par Salvator Rosa). Protagoras est l'un des plus éminents sophistes reconnus par la tradition antique.

Un sophiste (du grec ancien σοφιστής / sophistès, « spécialiste du savoir ») est à l'origine un orateur et un professeur d'éloquence de la Grèce antique, considéré par sa culture et sa maîtrise du discours comme un personnage éminent dès le Ve siècle av. J.-C. (en particulier dans le contexte de la démocratie athénienne), et type d'homme contre lequel la philosophie va en partie se développer. De nos jours, un sophiste est une « personne utilisant des sophismes, des arguments ou des raisonnements spécieux pour tromper ou faire illusion ».
La sophistique est, par ailleurs, à la fois le mouvement de pensée issu des sophistes qui s'est développé à l'époque de Socrate, mais aussi le développement de la réflexion et de l'enseignement rhétorique, en principe à partir du IVe siècle av. J.-C., en pratique à partir du IIe siècle dans l'Empire romain. Leurs détracteurs (dont le plus célèbre fut Platon) estiment que, n'ayant en vue que la persuasion d'un auditoire, que ce soit dans les assemblées politiques ou lors des procès en justice, les sophistes développent des raisonnements dont le but est uniquement l'efficacité persuasive, et non la vérité, et qui à ce titre contiennent souvent des vices logiques, bien qu'ils paraissent à première vue cohérents : des « sophismes ». Les sophistes ne s’embarrassaient pas de considérations quant à l'éthique, à la justice ou à la vérité.
Cependant, depuis le XIXe siècle et parallèlement à l'effondrement progressif des principes moraux et éthiques issus de l'antiquité, certains commencent à voir en eux non plus des rhéteurs vaniteux ou des jongleurs d'idées sans principes, mais des penseurs sérieux, parfois tragiques militants d'un humanisme qu'on rapprocherait à bon droit de l'époque des Lumières, à moins qu'ils ne soient les précurseurs de notre « postmodernité ».

## Histoire

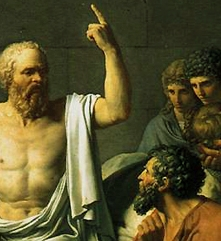
Socrate discutant avec ses amis (détail du tableau La Mort de Socrate de Jacques-Louis David). Socrate s'est régulièrement opposé aux sophistes, pour démasquer leurs impostures.

À l’origine, l’appellation de sophiste n’est pas considérée comme injurieuse, mais le fait que le sens de celle-ci soit devenu plutôt péjoratif est dû à Platon qui, en mettant en scène Socrate opposé à certains sophistes, a changé la connotation du nom de sophiste.
Le Pseudo-Platon définit le sophiste : « Chasseur salarié de jeunes riches et distingués ». C’est Platon qui a popularisé le mot dans un sens péjoratif par ses dialogues, dans lesquels Socrate discute souvent avec des sophistes pour analyser leurs raisonnements : opposé aux méthodes sophistiques, il s’y intéressa pour leur concept de « relativisme de la vérité », concept en totale opposition avec la philosophie socratique selon laquelle il n’existe qu’une vérité et que c’est en la cherchant que l’on est dans le Bien, le Beau, et le Juste. Il peut ainsi s’exercer à combattre les impostures qui jouent sur la vraisemblance pour piéger leurs auditeurs, ou encore paraître avoir raison en toute circonstance, buts considérés immoraux.
Xénophon, autre disciple de Socrate, va jusqu’à donner le nom de sophiste aux pythagoriciens ; Aristote a ensuite fondé la science de la logique, visant à classer les différentes formes de raisonnement (ou syllogismes) en faisant le tri entre ceux qui sont cohérents et ceux qui font simplement semblant de l’être, en particulier dans le traité intitulé Réfutations sophistiques.

## La première sophistique

### Point de vue sociologique
Les Grecs faisaient la différence entre la sophrôsuné (sagesse-mesure/modération) et la sophia (sagesse-savoir). Parmi ceux qui s'intéressaient à cette dernière, il y eut d'abord les sophoi (sages, en particulier les Sept sages), puis les philosophoi (chercheurs de sophia, philosophes - voir Pythagore). Entre les deux se situent les sophistai (spécialistes de sophia, les premiers emplois du mot portent surtout sur un savoir technique, par ex. la musique). Sans pour autant former une école en soi, les membres de ce groupe avaient en commun plusieurs idées nouvelles. Au cours du Ve siècle av. J.-C., un certain nombre de sophistes, issus pour la plupart de cités périphériques ou de petite taille, parcourent la Grèce pour donner des leçons de sophia. Ces leçons sont payantes et même très chères, mais les sophistes promettent à leurs élèves (qui sont le plus souvent de jeunes aristocrates) une rapide réussite. Au contraire du sophos ou du philosophos, qui tendent à transformer leurs disciples en sophoi et philosophoi à leur tour, les sophistes ne veulent pas former des sophistai, mais, concrètement, des gens aptes à réfléchir, à prendre des décisions, à argumenter et à gouverner. Ils détournèrent leur attention des sciences et de la philosophie pour la porter sur des études plus pratiques, principalement la rhétorique, la politique et le droit, compétences dont avaient besoin les jeunes Grecs afin d’assurer leur succès. Ils encourageaient aussi une certaine connaissance des arts et métiers. Ils suscitent un grand engouement, mais aussi des réactions de la part de ceux qui estiment qu'ils sont des révolutionnaires. On ne possède presque rien de leurs œuvres, sans doute parce que leur enseignement était payant : ils n'avaient pas intérêt à l'offrir librement au public. La notion moderne de « sophistication » témoigne du raffinement caractéristique de leur enseignement.
Parmi les sophistes célèbres, l'histoire a retenu les noms de Protagoras, expert en droit ; Gorgias, maître de la rhétorique ; Prodicos, l'un des premiers à étudier le langage et la grammaire et qui s'attacha particulièrement aux phénomènes de polysémie en insistant sur l'exactitude d'emploi des mots, c'est-à-dire dans un sens précis et univoque; Antiphon, un des rares sophistes athéniens ; Hippias d'Élis, un esprit encyclopédique qui prétendait tout savoir.
Il y en eut bien d'autres, dont certains charlatans, qui rivalisaient en éristique sur des choses insignifiantes et dont l'objectif se limitait à la victoire des arguments sur ceux de l'adversaire. Par exemple, Thrasymaque prétendait que, par nature, le faible n'a aucun droit sur le fort ; Calliclès, dont l'existence réelle est controversée, est aussi un archétype de cette tendance. Le recours fréquent à des joutes oratoires a amené Aristote à qualifier d’agonistique (d'ἀγών / agốn, « lutte ») cette pratique de la parole.
En dépit de ces dérives, leur contribution aux sciences grammaticales et linguistiques est indéniable. C’est aussi par la critique socratique de la démarche sophistique que s’est constituée la méthodologie philosophique.

### Point de vue de l'histoire des idées
Bien que l’on connaisse mal le détail des idées professées par les sophistes, il y avait certainement de grandes différences de l’un à l'autre. Cependant, ils semblent tous s'être intéressés aux domaines suivants :
- L’analyse rationnelle des situations, des caractères, des lieux, des événements.
- L’étude non spéculative (comme celle des anciens physiciens d'Ionie), mais pragmatique de tous les domaines qui puissent être connus. En d'autres termes, face à un phénomène donné, la pensée traditionnelle faisait appel à la mythologie, les physiciens à une théorie sur la constitution du monde, tandis que les sophistes en faisaient une étude phénoménologique[réf. nécessaire] et posaient les questions : À quoi cela peut-il me servir ? Comment pourrais-je le maîtriser ?
- L’analyse du langage, non pour lui-même, mais en tant que moyen de persuasion, c'est-à-dire la rhétorique.
- L’usage synonymique des mots, dans un sens strict, en vertu duquel chaque nom doit se référer à un seul et unique objet.

La curiosité sans limites des sophistes et leur pragmatisme font qu'ils ont souvent été jusqu'à remettre en cause l’existence des dieux. Les œuvres de Protagoras auraient été détruites par autodafé.
« Aristoxène rapporte, dans les Commentaires historiques, que Platon avait eu l'intention de brûler tous les écrits de Démocrite qu'il avait pu rassembler, mais que les pythagoriciens Amyclas et Clinias l'en détournèrent en lui représentant qu'il n'y gagnerait rien, puisqu'ils étaient très répandus. Ce qui confirme ce récit, c'est que Platon, qui a parlé de presque tous les anciens philosophes, ne cite pas une fois Démocrite, pas même lorsqu'il serait en droit de le combattre, sans doute parce qu'il savait bien à quel redoutable adversaire il aurait affaire. » (Diogène Laërce, IX, 40 (Vie de Démocrite) )
D'après Michel Onfray, l'historiographie de la philosophie a discrédité et méprisé ce courant philosophique, mais la recherche récente a tendance à remettre en cause l'existence de ce courant en tant que tel. Le seul véritable point commun de ceux que nous appelons « les sophistes » serait leur prétention à détenir la « science » (sophia) et à pouvoir la transmettre à quiconque paie pour écouter leurs leçons, tandis que, sur tout le reste, leurs positions sont très diverses et souvent opposées. Ce seraient leurs adversaires (et rivaux dans la recherche d'élèves), ceux qui se disent « philosophes » (littéralement « ceux qui cherchent la science », sans prétendre la posséder déjà), c'est-à-dire les disciples de Socrate, de Démocrite, d'Isocrate, etc., qui auraient procédé à cet amalgame. Les caractéristiques énumérées ci-dessus seraient en réalité communes à la majeure partie des intellectuels grecs de l'époque.

## La deuxième sophistique
C'est le polygraphe Philostrate d'Athènes qui, au début du IIIe siècle, dans ses Vies des sophistes, a inventé l'expression de « seconde sophistique ». Plutôt qu'une définition chronologique, il s'agissait en fait d'une définition logique (seconde parce qu'il en existe déjà un autre type). Mais, comme les sophistes évoqués par Philostrate sont tous du IIe siècle, les historiens modernes de la rhétorique ont tendance à la cantonner à cette période.
Le sophiste de la seconde sophistique est d'abord un professeur de rhétorique qui a pour élèves des adolescents. Outre ses leçons, il compose des manuels techniques, des recueils de sujets à traiter, avec ou sans correction, des modèles de discours.
Le sophiste a aussi un rôle de porte-parole de sa cité : il compose et prononce des discours lors des grandes occasions (visite d'un grand personnage, en particulier de l'empereur, fête solennelle, ambassade auprès de l'empereur ou auprès d'une autre cité, remerciement à un bienfaiteur, éloges…). Il peut aussi jouer le rôle de conseiller auprès de sa cité en composant des discours qui prônent telle ou telle politique, telle réforme, qui dénoncent tel défaut.
Enfin, en partie à titre publicitaire (pour conquérir des élèves), le sophiste se déplace souvent pour donner des échantillons de son art en des séances publiques dans d'autres villes que celle qu'il habite. À l'époque romaine, le summum de la carrière d'un sophiste est d'être remarqué par l'empereur, auprès duquel il pourra jouer les mêmes rôles qu'auprès d'une cité, comme ce fut le cas du rhéteur libyen Fronton et d'Hérode Atticus, qui furent les précepteurs de Marc-Aurèle, de Dion de Pruse, lequel fit élire l'empereur Nerva, ou Aelius Aristide.

## Troisième sophistique
Certains historiens de la rhétorique parlent encore d'une « troisième sophistique » pour distinguer les sophistes du IVe siècle et du Ve siècle, qui sont principalement des rhéteurs, de leurs prédécesseurs. Dans l'empire désormais chrétien et plus bureaucratique, leur influence est en effet moindre que durant le Haut Empire, parce qu'ils sont en concurrence avec les légistes, les fonctionnaires et les évêques. D'autre part, ces sophistes tardifs semblent plus préoccupés par la morale. Les plus connus sont Libanios, Himérios, Thémistios et Choricios de Gaza.

## Le sophiste selon Platon

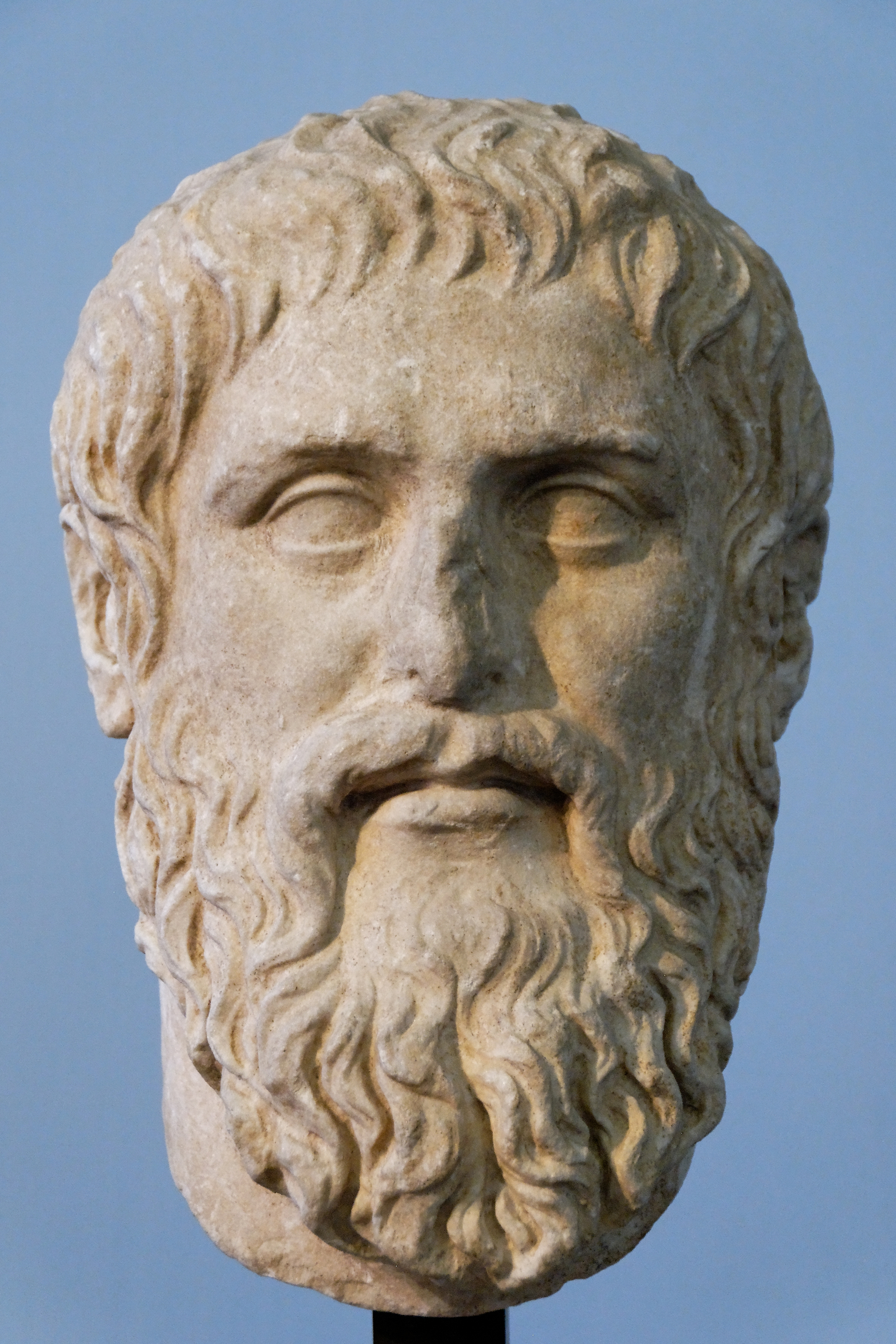
Platon, copie du portrait exécuté par Silanion pour l'Académie vers 370 av. J.-C., Centrale Montemartini.

Pour Platon, les sophistes ne sont pas un simple repoussoir, mais des adversaires sérieux dont les doctrines méritent d'être combattues. Socrate attaque les sophistes qui, par leur relativisme et leur nominalisme, sont les ennemis de l'idéalisme platonicien. Platon ne critique cependant que modérément les « grands » sophistes , ses dialogues mettant en scènes des joutes oratoires entre des disciples de ceux-ci et Socrate, qui en vient aisément à bout, les déconsidère et les ridiculise. Les principaux reproches qui leur sont adressés portent sur les points suivants :
- Les sophistes font payer leurs leçons comme d'autres maîtres de technaï (sculpteurs, potiers, etc.), alors que la sagesse (sophia) ne peut être ravalée au rang de technè et que la faire payer, c'est la corrompre[10]. Platon était issu de l'aristocratie, alors que les sophistes étaient issus du peuple et des classes populaires (et souvent étrangers ou métèques dans la Grèce antique).
- Les sophistes sont amoraux, puisque leur enseignement peut servir tout aussi bien à donner des armes à l'injustice, alors qu'ils prétendent donner à leurs élèves une instruction.
- Les sophistes manipulent le langage et préfèrent l'efficacité à la vérité.

Cependant, certaines thèses philosophiques défendues par les sophistes sont prises au sérieux par Platon :
- Thèses épistémologiques : Les sophistes sont considérés comme relativistes par Platon. Protagoras affirmant ainsi que « L'homme est la mesure de toute chose »[11]. Cela signifie que la vérité n'est pas quelque chose d'indépendant de l'homme, mais qu'elle dépendra de sa perspective. En allant à peine plus loin, on soutiendra la thèse que rien n'est vrai, et que tout est relatif. Il ne fait aucun doute que la doctrine des Idées est une tentative de sortir du relativisme des sophistes.
- Thèses politiques : Elles ne sont pas séparables des thèses épistémologiques. Si l'homme est la mesure de toute chose, alors les lois de la cité ne sont pas inspirées par ce qui est bien en soi, mais par ce que les hommes sont convenus d'adopter. C'est le positivisme juridique, par opposition au naturalisme. Les lois sont conventionnelles et non pas fondées sur une morale transcendante. Il est évident que le projet de fonder la politique sur la capacité de ses dirigeants de saisir l'Idée du Bien, c'est-à-dire d'être philosophes, est la réponse de Platon au conventionnalisme politique.
- Thèses morales : Si rien n'est vrai en soi, alors rien n'est bien en soi, d'où l'assimilation de la vertu à la puissance. Est vertueux celui qui est capable d'assouvir ses désirs, c'est-à-dire son bien propre, plutôt que le bien commun. De plus, ce bien est assimilé au plaisir, alors que Platon veut l'associer au respect de la justice.

#### Première sophistique
- (de) Hermann Diels et W. Kranz, Die Fragmente der Vorsokratiker, 3 vol., 10e éd., Weidmann, Berlin, 1960-1961.
- (en) J. Dillon et T. Gergel, The Greek Sophists, Penguin, Londres, 2003.
- Jean-Paul Dumont et J.-L. Poirier, Les Présocratiques, Gallimard, coll. « Bibliothèque de la Pléiade », Paris, 1988, p. 979-1178.
- Jean-Paul Dumont, Les Sophistes. Fragments et témoignages, PUF, Paris 1969.
- Werner Jaeger, Paideia : La Formation de l'homme grec, Paris, Éditions Gallimard, 1988, 584 p. (ISBN 2-07-071231-1), « Les Sophistes », p. 333-381.
- (en) R. K. Sprague, The Older Sophists, Columbia, UP, 1972.
- (it) M. Untersteiner, Sofisti, testimonianze i frammenti, La Nuova Italia, Florence, 1949, 4 fasc.

#### Seconde sophistique
- Philostrate, Vies des Sophistes.
- Aelius Aristide, Discours et déclamations.
- Dion Chrysostome, Discours et déclamations.
- Eunape, Vies des philosophes et des sophistes.
- Favorinos, Discours et déclamations.
- Himérios, Discours et déclamations.
- Libanios, Discours, Déclamations, Lettres, Progymnasmata

#### Études sur la première sophistique
- (de) Classen, C.J. (éd.), Sophistik, Darmstadt, 1979 [La bibliographie de ce collectif est à ce jour[Quand ?] la plus complète]
- Cassin, B., L’Effet sophistique, Paris, Gallimard, 1995 [Une interprétation contemporaine très riche, sous diverses influences (Heidegger, tournant linguistique…)]
- Cassin, B. (dir.), Le Plaisir de parler, Paris, Minuit, 1986 [Actes du colloque de Cerisy]
- Cassin, B. (dir.), Positions de la sophistique, Paris, Vrin, 1986 [id.]
- Coll. « pourquoi a-t-on tué les Sophistes ? », Noèsis, no 2, Nice, CRHI, 1998
- Dupréel, E., Les Sophistes. Gorgias, Protagoras, Prodicus [sic], Hippias, Neuchâtel, éd. Du Griffon, 1944
- Gomperz, Th., Les Penseurs de la Grèce. Histoire de la philosophie antique, t.III, Paris, Payot, 1928 [La partie sur les sophistes a été réédité aux éditions Manucius par O. D'Jeranian]
- (en) Grote, G., A History of Greece, Londres, John Murray, 1869, VII, p. 151-204 [l'une des toutes premières réhabilitations des sophistes ; ce qui n'empêche pas des divergences avec d'autres contemporains adeptes des sophistes, comme Nietzsche (cf. La Volonté de puissance, trad. G. Bianquis, Paris, Gallimard, 1995, Livre I, §63)]
- Guthrie, W.K.C., Les Sophistes, trad. J.-P. Cottereau, Paris, Payot, 1971 (= A History of Greek Philosophy, vol III. The fifth century Enlightenment)
- Kerferd, G.B., Le Mouvement sophistique, trad. A. Tordesillas et D. Bigou, Paris, Vrin, 1999 [Le spécialiste anglo-saxon de la sophistique]
- (en) Kerferd, G.B. (éd.), The Sophists and their legacy, Wiesbaden Steiner, 1981
- (it) Levi, A., Storia della sophistica, Naples, 1966
- Romeyer-Dherbey, G., Les Sophistes, Paris, PUF: "Que sais-je?", 1985 [Excellente prise de vue, incisive et synthétique; la méthode et le contenu s'inspirent de Untersteiner]
- Jacqueline de Romilly, Les Grands Sophistes dans l’Athènes de Périclès, Paris, Livre de Poche , 1988 [Présentation plus historique que proprement philosophique]
- Mario Untersteiner, Les Sophistes, [1948], 2 vol., trad. A. Tordesillas, Paris, Vrin, 1993 [Le « classique » sur le sujet; études fouillées et novatrices]
- Zeller, E., La philosophie des Grecs considérée dans son développement historique (1844-1852), vol. I et II, trad. Émile Boutroux, Paris, 1877-1884 Lire en ligne le tome 2 sur Gallica [La référence majeure, malgré son ancienneté, pour l'étude de la philosophie antique]

#### Études sur la seconde sophistique et ses prolongements
- E. Amato (s. la dir. de), Approches de la Troisième Sophistique, Latomus, 2006.
- A. Boulanger, Aelius Aristide et la sophistique dans la province d'Asie au IIe siècle de notre ère, Paris, 1923, 1968.
- L. Pernot, La rhétorique de l’éloge dans le monde gréco-romain, 1993.
- B. Puech, Orateurs et sophistes grecs dans les inscriptions d'époque impériale, 2002.
- B. P. Reardon, Courants littéraires grecs des IIe et IIIe siècles après J.-C., Les Belles Lettres, 1971.
- Bernard Schouler et P.-L. Malosse, La Troisième Sophistique, Lalies, 2009.
- (en) T. Whitmarsh, The Second Sophistic, Oxford, 2005.